# Коллен, Жан Кристоф (Вердьер)
Жан Кристоф Коллен де Вердьер, или просто Вердьер (фр. Jean Christophe Collin de Verdière; 1754—1806) — французский военный деятель, бригадный генерал (1795 год), участник революционных и наполеоновских войн.

## Биография
Родился в семье королевского советника Кристофа Колена де Вердьера (фр. Christophe Colin de Verdière; 1725-1804) и его супруги Мари Пиго (фр. Marie Pigot). 1 апреля 1767 года начал военную службу солдатом драгунского полка, 15 декабря 1770 года переведён в полк Королевских телохранителей, 1 апреля 1771 года – кавалерийский инструктор телохранителей Месье, 18 сентября 1778 года назначен капитаном гусарского полка Лозена, 6 сентября 1789 года – полковник кавалерии Парижской гвардии, 12 августа 1792 года вышел в отставку.
13 июня 1795 года возвратился к активной службе с производством в бригадные генералы и назначением 1-м инспектором Школы верховой езды. Во время вандемьерского мятежа рассеял роялистов на Площади Согласия. 28 сентября 1796 года был определён в состав Итальянской армии Бонапарта, 4 декабря 1796 года переведён в 17-й военный округ, 14 августа 1797 года стал комендантом Парижа, 5 февраля 1799 года произведён в дивизионные генералы, 22 июля 1799 года возглавил 15-й военный округ, в сентябре 1799 года – комендант департамента Манш, 30 декабря 1799 года вновь вышел в отставку.
24 марта 1800 года возвратился к активной службе с назначением в Рейнскую армию. При реорганизации французской армии Первым консулом, определён 29 марта 1801 года в списки Генерального штаба с понижением в звании до бригадного генерала, оставался без служебного назначения. 23 сентября 1802 года определён в 22-й военный округ.
С началом войны против третьей коалиции, 5 сентября 1805 года возглавил лёгкую кавалерию 4-го армейского корпуса Сульта Великой Армии, однако уже 21 сентября 1805 года получил под своё начало 3-ю бригаду 4-й драгунской дивизии в резервной кавалерии Мюрата, с 8 октября 1805 года занимал пост коменданта депо тяжёлой кавалерии в Гамбурге, после чего вновь вернулся в свою дивизию.
В сентябре 1806 года возглавил 1-ю бригаду 2-й дивизии тяжёлой кавалерии, принимал участие в Прусской кампании. 14 октября 1806 года отличился в сражении при Йене. Через четыре дня умер от переутомления (по другим данным от ран) в Зондерсхаузене в возрасте 52 лет.

## Воинские звания
- Капитан (18 сентября 1778 года);
- Полковник (6 сентября 1789 года);
- Бригадный генерал (13 июня 1795 года);
- Дивизионный генерал (5 февраля 1799 года);
- Бригадный генерал (29 марта 1801 года).

## Награды
Кавалер военного ордена Святого Людовика
 Легионер ордена Почётного легиона (11 декабря 1803 года)
 Коммандан ордена Почётного легиона (14 июня 1804 года)
 Кавалер баварского ордена Льва (1806 год)